# Xian autonome yao de Gongcheng
Le xian autonome yao de Gongcheng (恭城瑶族自治县 ; pinyin : Gōngchéng yáozú Zìzhìxiàn) est un district administratif de la région autonome du Guangxi en Chine. Il est placé sous la juridiction de la ville-préfecture de Guilin.

## Démographie
La population du district était de 285 058 habitants en 2010.